# Discula lyelliana
Discula lyelliana é uma espécie de gastrópode da família Hygromiidae.
É endémica de Região Autónoma da Madeira, Portugal.